# Burghauß (Adelsgeschlecht)

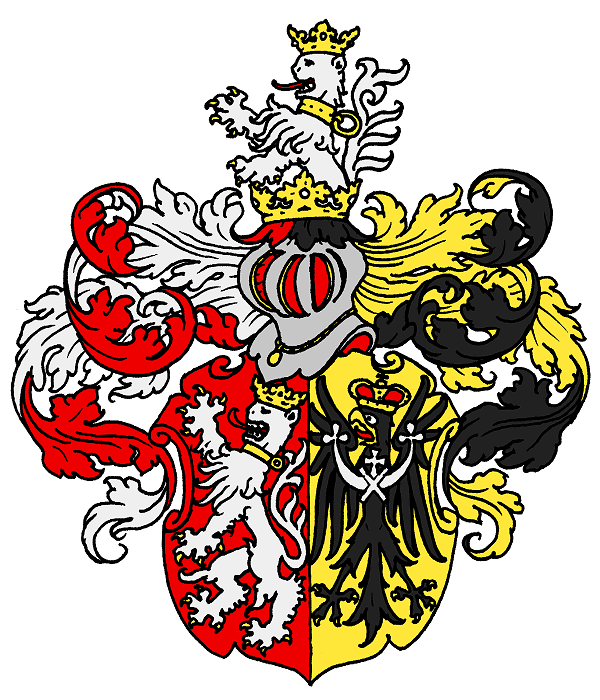
Wappen derer von Burghauß (1691)

Burghauß, auch Burghauss bzw. Burghaus, ist der Name eines erloschenen schlesischen Adelsgeschlechts, das sich auf die Abstammung von einem altgräflichen mittelalterlichen Geschlecht berief und dem 1691 vom böhmischen Landesherrn Kaiser Leopold I. der Grafenstand anerkannt wurde. Die urkundlich belegbare Stammreihe begann jedoch erst mit dem Montanunternehmer Hans Dippold mit dem Prädikatsnamen von Burghaus (urkundlich seit 1509).

## Geschichte
Das Geschlecht von Burghauß behauptete seit Ende des 17. Jahrhunderts eine agnatische Abstammung von den Grafen von Burghausen. Ihre Linie sei im Jahr 1353 über Böhmen nach Schlesien gelangt.
In Böhmen soll die Familie im 14. Jahrhundert Rosenschütz besessen haben. Mit Friedrich von Burghauß zu Rosenschütz soll das Geschlecht 1353 nach Schlesien, auf Kupferberg im Hirschberger Tal, übersiedelt sein. Jener Friedrich von Burghaus soll Gesandter des römisch-deutschen und böhmischen Königs  Karl IV. gewesen sein und sich 1353 in der „Stadt Kupfferberg“ das Schloss Burghauß (Schloss Kupferberg) zu seinem Sitz erbaut haben.

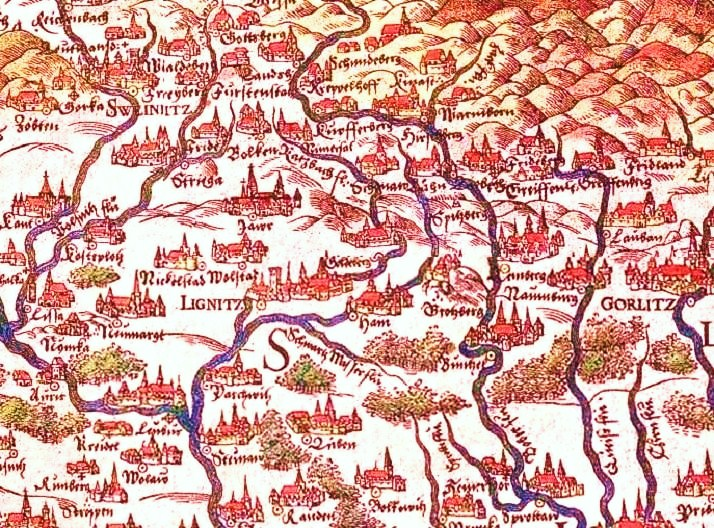
Kupferberg auf einer Karte von 1561

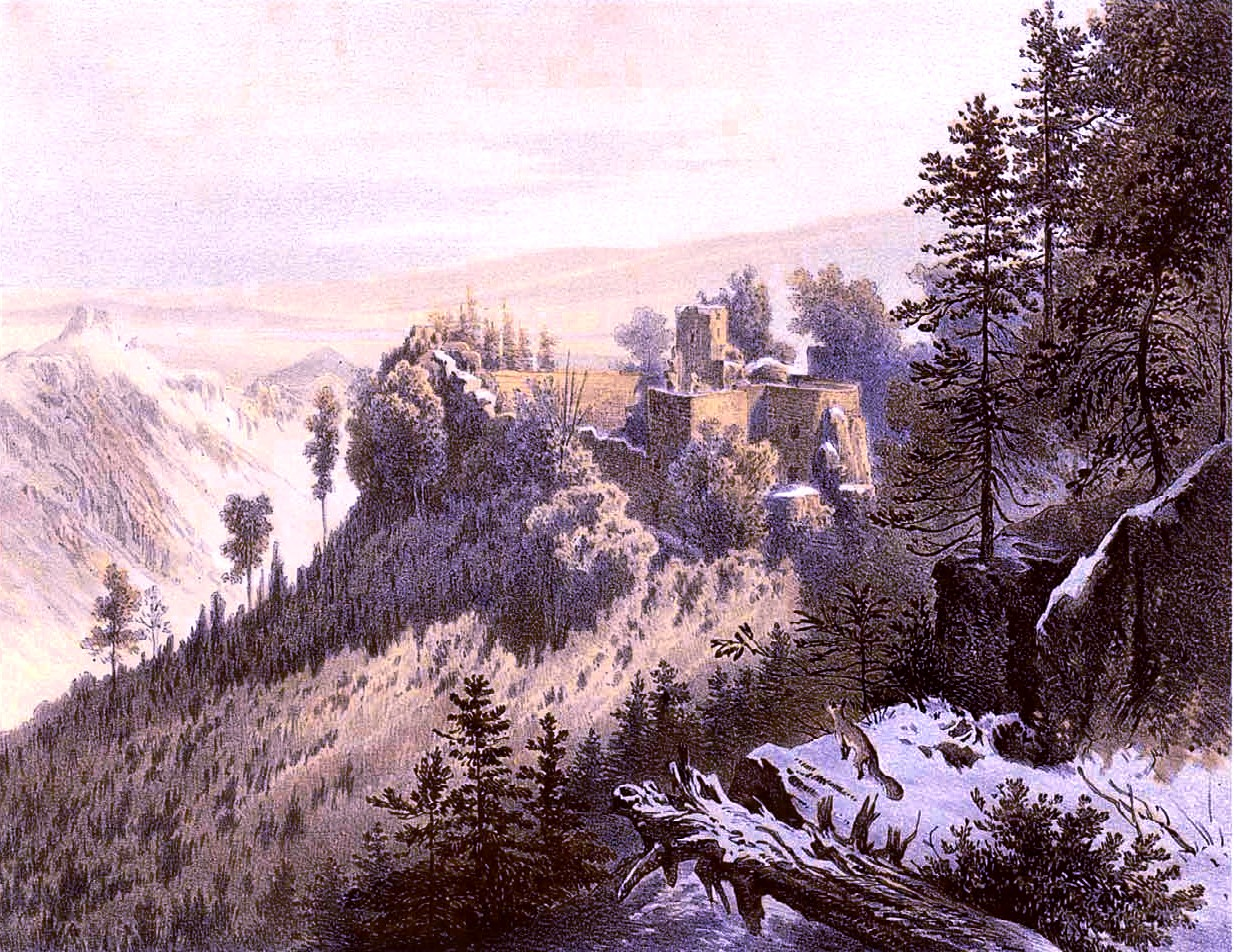
Burgruine Bolzenschloss (Bolzenstein) um 1860, Sammlung Alexander Duncker

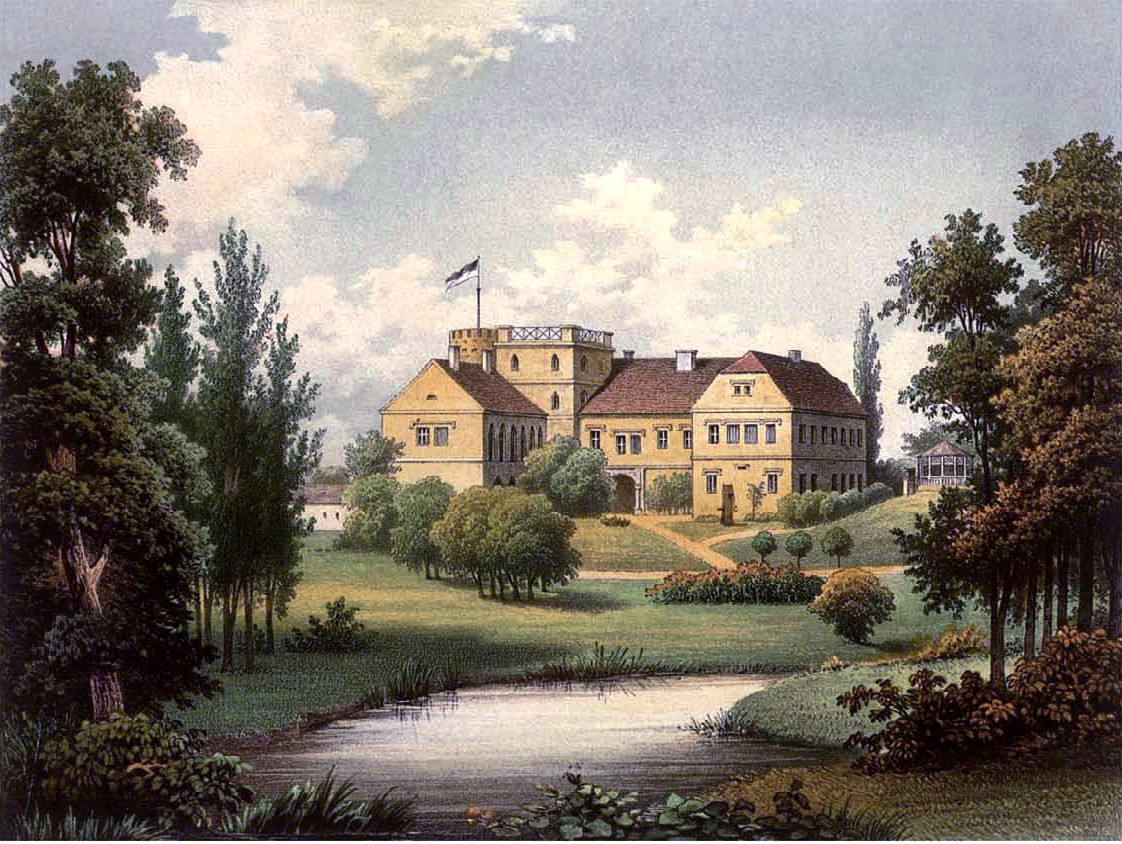
Schloss Friedland um 1860, Sammlung Alexander Duncker

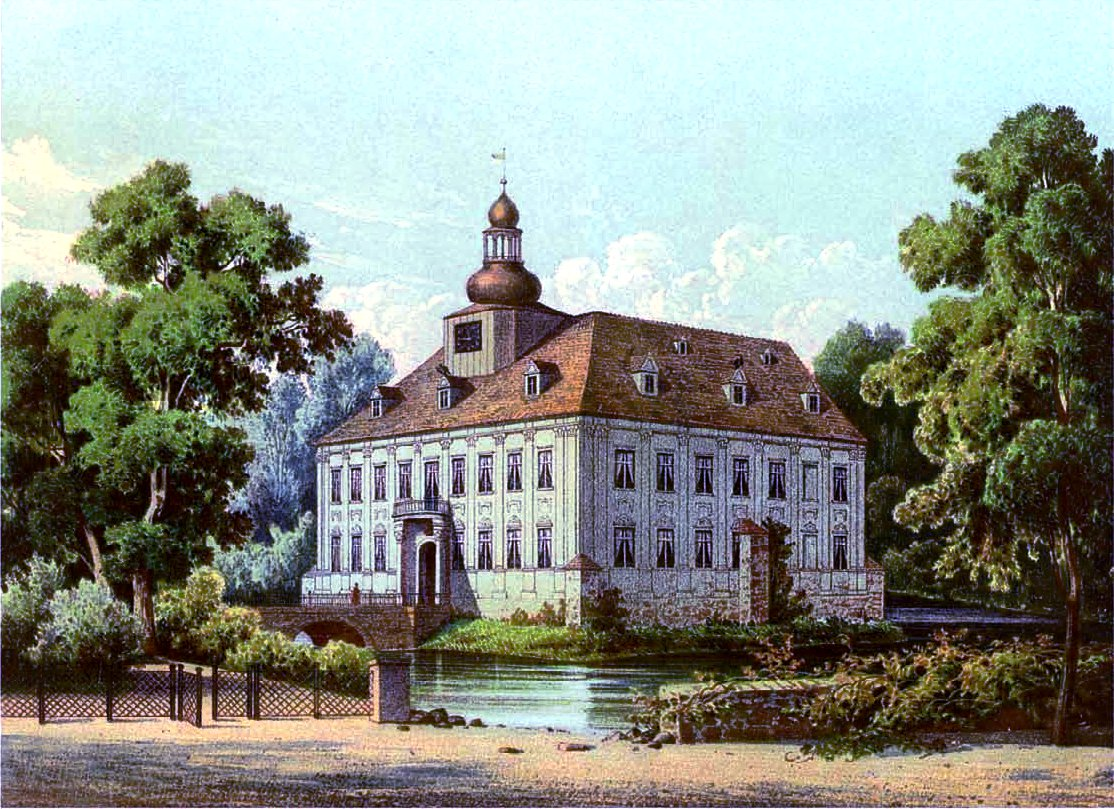
Schloss Laasan um 1860, Sammlung Alexander Duncker

Allerdings bestand erst 1370–1375, ausgehend von Waltersdorf „uff dem Kopfirberge“, ein selbständiger Ort mit der Bezeichnung „Kupferberg“. Seit 1311 wurde auf dem Kupferberg nach Erzen geschürft. Grundherr von Waltersdorf und dem Kupferberg war zu dieser Zeit ein Mann namens Albrecht der Baier. Er hatte auf dem Kupferberg eine Grube, ein Vorwerk und einen gemauerten Hof als Herrensitz und trug den Titel eines Herrn des Kupferbergbaues. Der Landesfürst behielt sich vom Gewinn allerdings den Zehnten vor. Der Grundherr betrieb den Abbau zunächst nicht selbst. Durch das sogenannte Verleihungsrecht übertrug er den Abbau Gewerken. Diesen wurden einzelne oder mehrere Lehengrubenfelder überlassen. Auch einzelnen Bauern erlaubte er, auf ihrem Erbgut nach Erzen zu suchen. Zur Aufsicht bestellte der Grundherr Beamte, die ihn vertraten. Nach dem Tode Albrechts des Baiern im Jahre 1338 oder 1339 übernahm sein ältester Sohn Heinrich der Baier die Herrschaft Waltersdorf. Er verkaufte schließlich 1370 erst einen Teil seines Besitzes und der Gruben, weil er mit den Erträgen nicht zufrieden war, und 1374 seinen gesamten Besitz dem vermögenden Adeligen Clericus Bolze, der hier die erste größere Grundherrschaft gründete. 1375 vermachte Bolze sein Erbe und Gut zu Jannowitz und auf dem „Kopfirberge“ seiner „Hausfrau“ Martha als Leibgedinge. 30 Jahre danach kam der Besitz wegen Verarmung in fremde Hände. Ende des 14. und im ganzen 15. Jahrhundert weitete sich der Bergbau aus, durch regen Handel mit Kupfer und Silber wurden die Bürger wohlhabende Leute.
Bis 1512 war Konrad von Hoburg zu Fürstenstein, Hauptmann der Fürstentümer Schweidnitz und Jauer, der Besitzer von Kupferberg. Am 15. Oktober 1512 verkaufte er laut Urkunde die Dörfer „Kopperberg [Kupferberg], Waltersdorf, Janewitz und Baulzenstein mit allen Bergwerken und Bergstetten“ an Hans Dypold von Burghaus (urkundlich 1509 bis 1537, in verschiedenen Schreibweisen). 1514 wurde der Kaufvertrag vom böhmischen Landesherrn König Wladislaus II. bestätigt. Dessen Nachfolger König Ludwig II. wiederholte am 15. Februar 1519 diese Bestätigung und erteilte dem Hans Dypold von Burghaus (Hans Dippolt) ein Bergbauprivileg über Kupferberg. Die Stadt Kupferberg stattete er mit allen Stadtrechten der Königlichen Städte und Bergstädte aus. Hans Dippold (Johann Dippold) von Burghaus investierte massiv in den Bergbau, da er Gold und Silber vermutete. Daher wollte er die alleinige Bergfreiheit.
In Reichenstein leitete er als Hofmeister den bergbaulichen Betrieb. Er wurde außerdem Herr von Kreppelhof, Leupersdorf, Krausendorf im Fürstentum Schweidnitz, Reußendorf, Schönfeld, Hohenposeritz und Gotschendorf. 1517/18 baute Hans Dippold von Burghaus das Schloss Bolzenstein, das 1433 in einer Strafexpedition von den Schweidnitzern zerstört worden war, neu auf und befestigte es. Er fügte einen weiten, felsdurchsetzten Hof an. 1520 wurde Hans Dippold von Burghaus, Hauptmann auf Reichenstein, von Ulrich von Hardegg, Graf zu Glatz, erblich mit dem Hammer zu Schreckendorf belehnt.
Nachdem Hans Dippold von Burghaus ein Vermögen in Kupferberg investiert hatte, kam er mit den Gewerken in Streit. 1537 verkaufte er die Güter Kupferberg, Bolzenstein, Waltersdorf und Jannowitz an den königlich-böhmischen Sekretär Jobst Ludwig Dietz, der 1539 eine neue Bergordnung erließ. Dieser verkaufte 1543 seinen ganzen Besitz an die Gebrüder Hans und Franz Hellmann aus Hirschberg. Diese errichteten ein Kupfersiedehaus zur Herstellung von Kupfervitriol zum Blaufärben von Tuchen.
Der Kaiserliche Rat, Kammerpräsident von Schlesien und Landeshauptmann des Weichbildes Frankenstein Nicolaus II. von Burghauß (* 1562; † 1619), wurde in Prag am 20. August 1615 in den Reichsfreiherrnstand gehoben. Dessen Urenkel Nicolaus Konrad von Burghauß (* 1659; † 1697), wurde von Kaiser Leopold I. in Wien am 1. September 1691 in den Reichsgrafenstand, laut Diplom: seiner Vorfahren gehoben, der alte Grafenstand also bestätigt. Am 5. November 1691 erfolgte in Wien für denselben die Bestätigung des Grafenstandes durch den böhmischen Landesherrn.
Die Familie besaß in Schlesien u. a. die Herrschaft Friedland im Kreis Falkenberg mit elf Ortschaften, das 1770 gestiftete Majorat Laasan, bestehend aus Laasan und Beatenwald im späteren Kreis Schweidnitz, sowie den Rittergütern, Saarau, Peterwitz und Neudorf im Kreis Striegau. Das Majorat Laasan berechtigte den jeweiligen Majoratsherrn seit 15. Oktober 1840 zu Sitz und Stimme im Schlesischen Provinziallandtag, sowie seit 1847 in der Herrenkurie des Vereinigten Landtags, in der Ersten Kammer des Preußischen Landtags und seit 12. Oktober 1854 im Preußischen Herrenhaus.
Mit Graf Friedrich von Burghauß (* 1796; † 1885), Majoratsherr zu Laasan, Erbherr der Herrschaft Friedland, Ehrenritter des Johanniterordens, königlich preußischer Kammerherr und Wirklicher Geheimer Rat, erbliches Mitglied des Preußischen Herrenhauses, Generallandschaftsdirektor von Schlesien und Präsident des landwirtschaftlichen Zentralvereins zu Breslau. Nachdem auch sein Großvetter, der königlich preußische Major und Erbherr der Herrschaft Milatschütz, Graf Otto Karl Ferdinand von Burghauß (* 1765; † 1840), ausschließlich Töchter hinterlassend verstarb, ist das Geschlecht im Mannesstamm erloschen.
Nach dem Absterben der Grafen Burghauß 1885 traten die Grafen Pückler-Burghauß (zu Friedland) und Pfeil-Burghauß (zu Laasan) in das Guts- bzw. Majoratserbe ein.

## Wappen

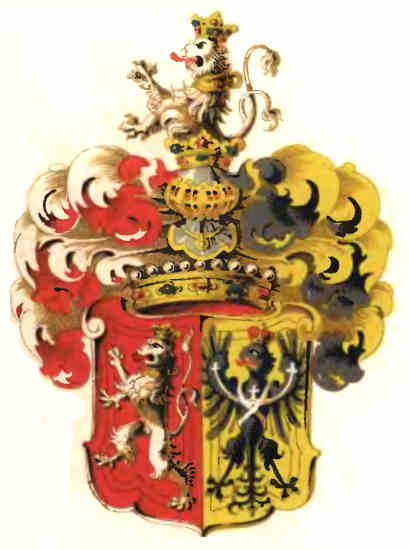
Wappen der Grafen von Burghauß

Das Gräfliche Wappen (1691) ist gespalten; rechts in Rot ein rechtsschreitender, silberner, golden gekrönter und -bewehrter Löwe mit goldenem Halsband und hochaufgeschlagenem Schweif (geminderter böhmischer Löwe); links in Gold ein rechtssehender, herzoglich gekrönter, golden bewehrter schwarzer Adler, belegt mit einem steigenden silbernen, in Kleestängel auslaufenden Brustmond, der mittig mit einem hochgezogenen Kreuz besetzt und von einem silbernen Andreaskreuzchen überdeckt ist (geminderter schlesischer Adler). Auf dem Helm mit rechts rot-silbernen und links schwarz-goldenen Decken, der Löwe wachsend.
Die alten, bayerischen Grafen von Burghausen hätten in ihrem Wappen einen Löwen geführt, die alten, österreichischen Grafen von Burghausen hingegen einen Adler in einem Teil eines in der Länge zerteilten Schilds. Weil 1363 das Fürstentum Jauer an Karl IV. als böhmischen König gefallen sei, sei das „Burghausische Kupferbegische Schloss und Gut, aus einem Fürstlichen zu einem Königlichen Lehn-Gut worden.“ „Allem Ansehen nach“ habe Friedrich von Burghaus „bey dieser Veränderung“ „sein bishero geführtes Wappen also eingerichtet bekommen“, dass die künftig „in dem zu Böhmen gehörigen Lande Schlesien“ sesshaften Herren von Burghaus vorne, für die bayerischen Grafen von Burghausen, „einen dem Königlich Böhmischen etwas ähnlichern Löwen“, und für die österreichischen Grafen von Burghausen hinten „einen, dem Ober-Hertzoglichen Schlesischen nicht sehr ungleichen Adler zu führen hätten“. Da das postulierte „Burghausische Kupferbegische Schloss und Gut“, wie aus der urkundlich belegten Chronik von Kupferberg zu sehen, aber weder 1353 noch 1363 mit der urkundlichen Historie des hier behandelten Geschlechts vereinbar ist, ist auch die Existenz eines solchen Wappens vor 1691, jedenfalls bereits für das 14. Jahrhundert, als Anachronismus zu sehen, zumal die alten Grafen von Burghausen weder Löwe noch Adler im Wappen führten, sondern im silbernen Schild einen roten, gehörnten und geflügelten Drachen.

## Stammlinie
- Hans Dippold (Johann Theobald) von Burghauß (* 1470), Herr auf Kupferberg, Bolzenstein, Janewitz, Waltersdorf, Kreppelhof, Leupersdorf, Krausendorf, Reußendorf, Schönfeld, Hohenposeritz und Gotschendorf
  - Nicolaus von Burghauß († 1552), Herr auf Schildberg und Seifersdorf, herzoglicher münsterberg-oelsscher Hauptmann zu Frankenstein, ⚭ Anna von Norau († 1567)
    - Sigismund von Burghauß (* 1531; † 1587), Herr auf Stoltz, Schildberg und Seifersdorf, kaiserlicher Rat und Landeshauptmann des Frankensteiner Weichbildes, ⚭ Eva von der Heyde a.d.H. Seifersdorf
      - Freiherr Nicolaus II. von Burghauß (* 12. November 1562; † 1. Juli 1619), Herr auf Stoltz, Johnsdorf, Schildberg, Sackerau, Peterwitz, Niclasdorf, Skorischau, Polnisch Neudorf und Löwenstein, kaiserlicher Rat, Kammerpräsident von Schlesien und Landeshauptmann des Frankensteiner Weichbildes, ⚭I 1588 NN von Seidlitz († 1614), ⚭II Ursula von Schindel a.d.H. Sastershausen, verwitwete von Prittwitz († 1618)
        - Freiherr Nicolaus III. von Burghauß (* 1591; † 1640), Herr auf Schön-Johnsdorf, Schildberg, Sackerau, Peterwitz, Niclasdorf und Löwenstein, k.k. Kämmerer, Rat und Landeshauptmann des Frankensteiner Weichbildes, ⚭I 1621 Freiin Maria Elisabeth von Wartenberg a.d.H. Rohasatz 
          - Freiherr Karl Nicolaus von Burghauß († 1664), Herr auf Sulau, Stoltz, Giersdorf und Wiltsch, ⚭ Komtesse Anna Elisabeth von Dohna
            - Graf Nicolaus Konrad von Burghauß (* 1659; † 1697), Herr auf Sulau, Friedland, Krolkwitz, Stoltz, Giersdorf und Wiltsch, 1677 ⚭ Freiin Eva Maria von Nowack (* 1662; † 1719)
              - Graf Carl Heinrich Leopold von Burghauß (* 1679; † 1739), Erbherr auf Stolz, Giersdorf und Wiltsch, ⚭ 1708 Wilhelmine Charlotte Freiin von Wittenhorst-Sonsfeld (* 1683; † 1738)
                - Graf Otto Ludwig Conrad von Burghauß (* 1713; † 1795), Kommandant von Raab, kaiserlich-königlicher Wirklicher Geheimer Rat und General-Feldmarschallleutnant, seit 1780 zu Wien (Letzter der älteren Linie), ⚭ 1744 Wilhelmine Dorothee von der Marwitz (* 1718; † 1787),[16] Mätresse des Markgrafen Friedrich III. von Brandenburg-Bayreuth

              - Graf Nicolaus Joseph Sylvius von Burghauß (* 1684; † 1736), ⚭ 1717 Benigna Amalie Sophie Angelica von Siegroth (* 1701; † 1756)
                - Graf Niclas Wilhelm Joachim von Burghauß (* 1722; † 1804), Herr auf Friedland, Floste und Milatschütz, ⚭ 1749 Komtesse Beate Maximiliane Pückler (* 1730; † 1782)
                  - Graf Niclas Ferdinand Joseph von Burghauß (* 1756; † 1811), Herr auf Friedland und Floste, Ritter des Johanniterordens, Landesältester des Fürstentums Oppeln, ⚭ 1786 Komtesse Juliane von Sandreczky und Sandraschütz (* 1770; † 1842)
                    - Graf Hermann Nicolaus Friedrich von Burghauß (* 1796; † 1885), schlesischer Gutsbesitzer und königlich preußischer Politiker, ⚭ 1826 Komtesse Adelaïde Henckel von Donnersmarck (* 1804)

                - Graf August Ferdinand von Burghauß (* 1726; † 1769), Erbherr der Herrschaft Milatschütz, ⚭ 1756 Josepha Christiane Beate Freiin von Seherr-Thoß (* 1734; † 1800)
                  - Graf Otto Karl Ferdinand von Burghauß (* 1765; † 1840), Erbherr der Herrschaft Milatschütz und königlich preußischer Major, ⚭ 1792 Gräfin Charlotte Marianne von Reichenbach-Goschütz a.d.H. Goschütz (* 1767; † 1817)